# Katharine Cornell
Katharine Cornell (16 de febrero de 1893-9 de junio de 1974) fue una actriz teatral estadounidense, además de escritora, propietaria y productora teatral. Cornell es conocida como la más importante actriz teatral estadounidense del siglo XX. Fue apodada "First Lady of the Theatre" (primera dama del Teatro).

## Biografía
Nació en Berlín, en ese tiempo el Imperio Alemán, actual Alemania, en el seno de una rica familia de Búfalo y emparentada lejanamente con Ezra Cornell, fundador de la Universidad de Cornell. Su abuelo, Samuel Garretson Cornell, uno de sus hijos, Peter, se casó con Alice Gardner Plimpton. En el momento de nacer la actriz, su padre estudiaba medicina en la Universidad de Berlín. Seis meses más tarde volvieron a Búfalo. La relación con sus padres fue problemática, en parte debido al hecho de que su madre era alcohólica.
La familia de Cornell era aficionada al teatro y su padre era un notable director amateur, todo lo cual despertó la vocación de la actriz. Su padre finalmente dejó la medicina y se dedicó a la dirección de los teatros Star de Búfalo y Majestic. Ella se inició en funciones escolares y familiares, así como en el Buffalo Studio Club. Además de todo ello, Cornell estudió en la Universidad de Búfalo.

## Trayectoria
En 1915 falleció su madre, dejándole suficiente dinero para independizarse, por lo que se mudó a Nueva York, donde se unió a los Washington Square Players, siendo aclamada como una de las actrices más prometedoras de la temporada. Tras dos temporadas entró a formar parte de la Jessie Bonstelle Company, una compañía de repertorio neoyorquina que pasaba los veranos representando en Detroit y Búfalo.
Cornell formó parte de varias compañías teatrales, incluyendo la Bonstelle, que viajó por la Costa Este de los Estados Unidos. En 1919 viajó con Bonstelle a Londres donde interpretó a Jo en una adaptación de la obra de Louisa May Alcott Mujercitas. El periódico The Englishwomen escribió sobre Cornell: «Londres es unánime en sus elogios, y Londres acudirá en masa a verla». Debutó en Broadway en la obra Nice People, de Rachel Crothers, en un pequeño papel junto a Tallulah Bankhead. Tras volver a Nueva York conoció a McClintic McClintic, un joven director teatral. Se casó con McClintic el 8 de septiembre de 1921 en Cobourg, Canadá. La pareja acabó comprando una casa adosada en el número 23 de Beekman Place, en Manhattan. En general, se reconoce que Cornell era lesbiana y que McClintic era gay, y que su unión fue un matrimonio «lavender».[22] Fue miembro de los «círculos de costura» de Nueva York, y mantuvo relaciones con Nancy Hamilton,Tallulah Bankhead, Mercedes de Acosta y otras.

### Estrellato

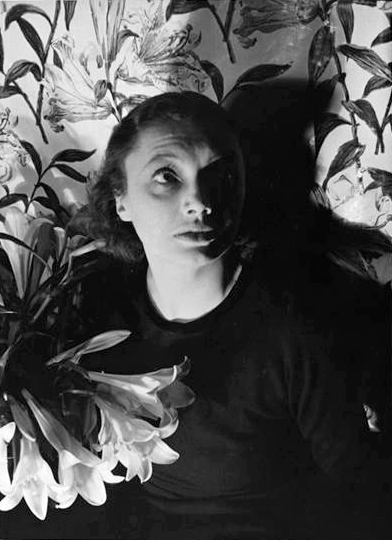
Cornell fotografiada por Carl Van Vechten en 1933

En 1924, ella y McClintic formaban parte de The Actor's Theatre, un grupo de actores que buscaba actuar en democracia sin la presencia de estrellas. Su primera producción fue Candida, de George Bernard Shaw, una obra considerada perfecta para ellos, ya que ningún personaje destacaba sobre los demás. Las críticas fueron muy buenas, y el público respondió positivamente. El siguiente papel de Cornell fue el de Iris March en The Green Hat, de Michael Arlen, en 1925. La obra versaba sobre la moral relajada y sobre la sífilis. Leslie Howard interpretaba el papel de Napier. Mientras se representaba en Chicago, la obra se convirtió en un éxito internacional, conocida en todos los Estados Unidos y Europa. Sin embargo, la crítica tendía a ser severa con la obra en sí, aunque alababa el trabajo de Cornell. La pieza tuvo 231 funciones en Nueva York antes de pasar a Boston y a una gira por el país. Greta Garbo interpretó el papel en una adaptación cinematográfica de 1928, Una mujer de negocios.
Después, en 1927, protagonizó La Carta, de William Somerset Maugham, a sugerencia del propio dramaturgo. Aunque las críticas no fueron muy buenas, sí lo fue la asistencia del público, con una noche de estreno en la que una multitud aguardaba en el teatro. En 1928 Cornell interpretó a la Condesa Ellen Olenska en una versión dramatizada de la novela de Edith Wharton La edad de la inocencia. Todas las críticas fueron positivas y, tras el éxito, a Cornell le ofrecieron el primer papel en The Dishonored Lady, papel originalmente pensado para Ethel Barrymore, que lo rechazó. La obra es un escabroso melodrama sobre un asesinato real en Glasgow, Escocia. 

### The Barretts of Wimpole Street
Katharine Cornell es quizás más conocida por su papel de la poeta Elizabeth Barrett Browning en The Barretts of Wimpole Street, obra basada en la vida real de la familia Barrett en Wimpole Street, Londres. La obra fue rechazada por 27 productores neoyorquinos hasta que McClintic  la leyó y decidió llevarla a escena, consiguiendo en Londres la colaboración del actor Brian Aherne. McClintic  la dirigió, con una duración total de tres horas, y Cornell aparecía como la productora, aunque la producción realmente corrió a cargo de C. & M.C. Productions, Inc., compañía totalmente dependiente de McClintic y Cornell. La obra se estrenó en Cleveland, representándose después en Búfalo antes de llegar a Nueva York en enero de 1931. Todas las críticas fueron unánimes elogiando la actuación de Cornell, y la pieza se representó en 370 ocasiones.
Irving G. Thalberg, a la vista del éxito de la producción, quiso que Cornell interpretara su papel en una adaptación al cine de MGM. Sin embargo, rechazó el papel, que finalmente interpretó la esposa de Thalberg, la actriz Norma Shearer.
De hecho, Cornell rechazó muchos papeles cinematográficos que finalmente supusieron Premios Oscar para las actrices que los interpretaron, entre ellos el de Olan en The Good Earth y el de Pilar en Por quién doblan las campanas. Además, muchas de sus obras de éxito acabaron siendo interpretadas por otras grandes actrices, tanto en escena como en sus versiones cinematográficas. Sin embargo, el progresivo gusto del público por el cine en detrimento del teatro, determinó aún más a Cornell a continuar trabajando en este último a fin de ayudar a mantenerlo vigente.

### La gira de 1933
Tras finalizar Barretts, Cornell interpretó los papeles principales en dos obras: Lucrece (1932), traducción de Thornton Wilder de la obra de André Obey, y Alien Corn (1933), de Sidney Howard. Su éxito en Lucrece la llevó a la portada de Time el 26 de diciembre de 1932.
Su siguiente producción fue Romeo y Julieta, con McClintic en la dirección y Cornell en el papel de Julieta. Era la primera vez que actuaba en una obra de Shakespeare. El estreno tuvo lugar en Búfalo, y tuvo momentos difíciles. Su amiga, la coreógrafa Martha Graham, diseñó las secuencias de danza.
La obra fue incorporada a una gira de siete meses por el país en la que rotaban tres piezas, Romeo y Julieta, Barretts, y Candida, con un elenco en el que se encontraban Orson Welles, Basil Rathbone y Brian Aherne. Planificada en los peores momentos de la Gran Depresión, muchos expertos aconsejaban no llevarla a cabo, pues además era la primera vez que se llevaba un show de Broadway a una gira de esas características. Representaron en ciudades como Milwaukee, Seattle, Portland, San Francisco, Los Ángeles, Oakland, Sacramento, Salt Lake City, Cheyenne, San Antonio, Nueva Orleans, Houston, Savannah y, finalmente, Nueva Inglaterra.
Debido a que el cine se había impuesto al teatro, había áreas grandes del país a los cuales no llegaba la gira. Muchas de las escalas se llevaban a cabo en pequeñas ciudades que no habían visto nunca o casi nunca teatro. Todo ello contribuyó a que los resultados de taquilla fueran buenos. Según Variety, la gira hizo 225 funciones, y hubo un total de 500.000 asistentes a las mismas.

## Éxito en Broadway y maduración de su estilo

### Romeo y Julieta
Aunque habían hecho gira con esta pieza, Cornell y McClintic decidieron estrenar Romeo y Julieta en Nueva York con una producción totalmente nueva. Orson Welles interpretó a Teobaldo en su debut en Broadway. Maurice Evans fue Romeo, Ralph Richardson Mercutio, y Edith Evans la Nodriza.
El estilo de la representación, alejado del victoriano, supuso un cambio con respecto a anteriores producciones, y se trató con la misma importancia a los deseos carnales y al juvenil romanticismo. La producción se estrenó en diciembre de 1934, y, como ya era usual, las críticas fueron excelentes.

### LosBarrettsrevividos
Romeo y Julieta cerró el 23 de febrero de 1935, y dos noches más tarde, la compañía reestrenó The Barretts of Wimpole Street, haciendo Burgess Meredith su primer papel destacado en Broadway. La crítica encontró a esta producción mejor que a la original, pero tras tres semanas de función hubo de cerrar para dar paso a nuevas obras contratadas.
La siguiente obra, también protagonizada por Meredith, fue Flowers in the Forest, una pieza que únicamente tuvo 40 funciones y que fue uno de los fracasos más importantes de Cornell.

### Santa Juana
En la siguiente temporada, Cornell y su marido decidieron representar Saint Joan, de George Bernard Shaw. McClintic eligió a Maurice Evans como el Delfín, Brian Aherne como Warwick, Tyrone Power como Bertrand de Poulengy, y Arthur Byron como el Inquisidor. La obra se estrenó el 9 de marzo de 1936, cosechando unas críticas excelentes.
La producción cerró en la primavera de 1936 porque la compañía tenía un contrato para producir la pieza de Maxwell Anderson The Wingless Victory. Santa Juana hizo finalmente una gira de siete semanas por cinco importantes ciudades.

### Wingless Victory
Wingless Victory se estrenó en 1936, con críticas variadas, muchas de ellas malas.
Alternando con Victory, Cornell revivió Candida con Mildred Natwick en el papel de Prossy. Tras su conclusión se tomó un año libre, que aprovechó para escribir sus memorias (con la ayuda de Ruth Woodbury Sedgewick), tituladas 'I Wanted to be an Actress. Fueron publicadas por Random House en 1939.

### No Time for Comedy
La ayudante de Cornell, Gertrude Macy, produjo una revista musical titulada One for the Money, en la que actuaban intérpretes desconocidos en ese momento como Gene Kelly, Alfred Drake, Keenan Wynn y Nancy Hamilton. Tras su conclusión, protagonizó su segunda comedia, No Time for Comedy, por Samuel Nathaniel Behrman. McClintic eligió a un joven Laurence Olivier para el papel titular, que le supuso su primera gran actuación en Broadway.
La obra se estrenó el 17 de abril de 1939, siendo la tercera en ingresos de las interpretadas por Cornell. Con unos pocos cambios de reparto, la pieza hizo una gira nacional.

### The Doctor's Dilemma
Posteriormente Cornell actuó en la obra de Shaw El dilema del doctor, en la cual trabajó junto a Raymond Massey. El estreno tuvo lugar en 1941 en San Francisco, justo una semana antes del ataque a Pearl Harbor, siendo el único show no cancelado. Dada su coincidencia con la guerra, la obra no fue bien recibida.

## Años bélicos

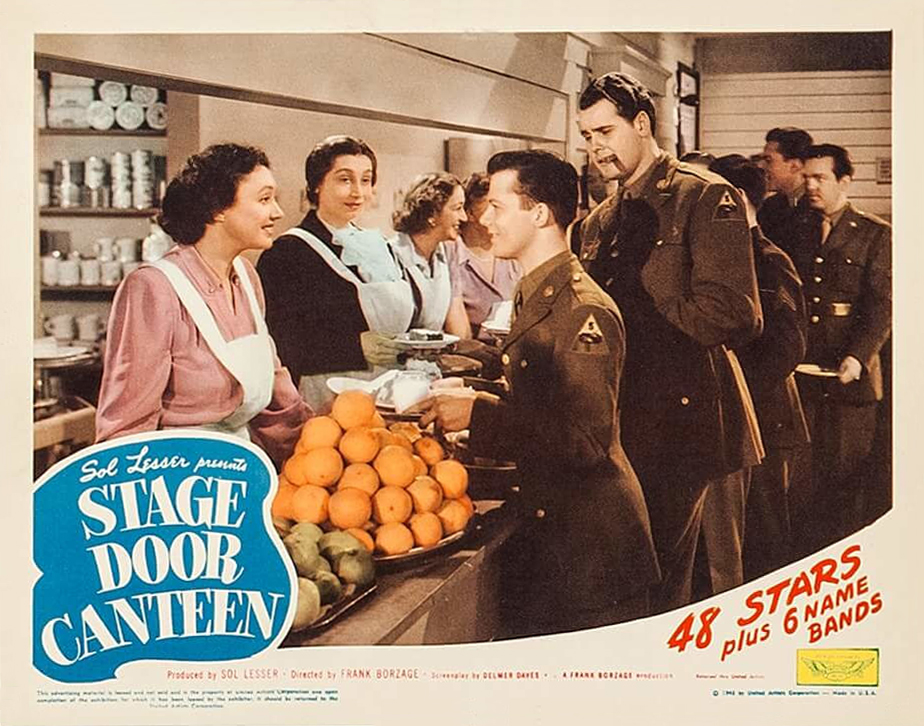
Cartel de la película "Stage Door Canteen". De izda. a derecha: Katharine Cornell, Aline MacMahon, Dorothy Fields, Lon McCallister, y Michael Harrison.

Poco después de que Estados Unidos entrara en la Segunda Guerra Mundial, Cornell decidió reestrenar Candida a beneficio de la Army Emergency Fund y de la Navy Relief Society. Esta cuarta producción de la obra estuvo salpicada de estrellas, entre las cuales se encontraban Raymand Massey, Burgess Meredith, Mildred Natwick y Dudley Digges. Cornell convenció a los actores, a Shaw, a la dirección teatral y a la organización Schubert para donar sus ingresos en beneficio de la fundación antes citada.

### The Three Sisters
Un año más tarde Ruth Gordon urgió a McClintic para que produjera la pieza de Antón Chéjov Las tres hermanas. Judith Anderson interpretó a Olga, Gertrude Musgrove fue Irina, y Cornell encarnó a Masha. Otros actores fueron Edmund Gwenn, Dennis King y Kirk Douglas en su debut en Broadway. La pieza se estrenó en Washington D. C. en diciembre de 1942, y nadie esperaba que fuera un éxito financiero. Al estreno acudieron Eleanor Roosevelt y el embajador de la Unión Soviética. Posteriormente cumplió 122 funciones en Nueva York antes de salir de gira, cumpliendo con unos resultados muy superiores a los esperados.

### Entretenimiento de las Tropas
El único papel cinematográfico de Cornell consistió en unas pocas líneas de Romeo y Julieta en el film Stage Door Canteen, protagonizado por muchos de los mejores actores de Hollywood bajo los auspicios de The American Theatre Wing for War Relief, organización creada por la dramaturga Rachel Crothers, y que produjo la película con el fin de proveer entretenimiento a las tropas durante la guerra.
El General George Marshall pidió a Cornell que actuara en Europa para la tropa. Cornell pensó en hacer una gira con Barretts of Wimpole Street para la United Service Organizations y para la Special Services Division, pero dichas organizaciones preferían obras de carácter más ligero. Cornell preparó Blithe Spirit, pero siguió insistiendo en hacer Barretts, pues había que dar a los soldados lo mejor de su repertorio, y eso era Barretts. A pesar de las presiones recibidas, la compañía representó la obra con la autenticidad del original de Broadway.
El tour se inició en 1944 en Santa Maria, una pequeña población 15 millas al norte de Nápoles, con un gran éxito de asistencia. Gracias al éxito la función se representó seis meses, desde agosto de 1944 a enero de 1945, por toda Italia, con paradas en Roma, Florencia y Siena. A partir de entonces la compañía pasó a depender del General Eisenhower, actuando en Francia, entre otros lugares en Dijon, Marsella y Versalles.
En esa etapa de la guerra, el ejército pidió a Cornell, con 51 años cumplidos, que se quedara en París. Sin embargo, quiso seguir a las tropas cerca del frente, por lo que la compañía actuó también en Maastrich y Heerlen, en Holanda. La gira finalizó en Londres, entre explosiones provocadas por las V-2 alemanas.
Tras la guerra, Cornell co-presidió los Community Players, sucesora de la American Theatre Wing, para ayudar a los veteranos de guerra y a sus familias tras la vuelta a casa tras la contienda.

## Cambios tras la guerra

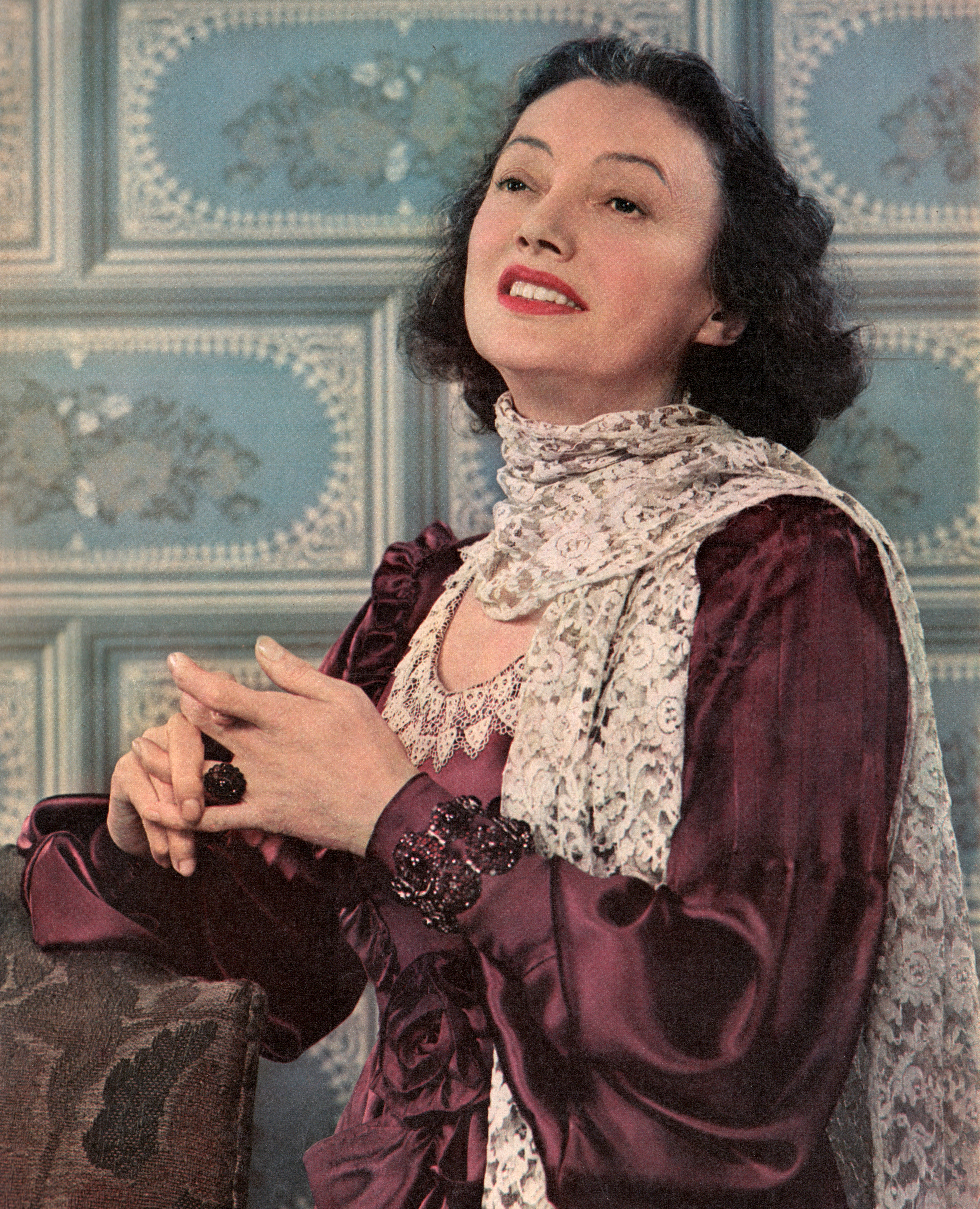
Katharine Cornell en 1945, Sunday News de Nueva York, 1945

### Reposición deCandida
Tras la guerra el teatro americano experimentaba cambios de estilo acordes a las nuevas generaciones. Cornell repuso Candida por quinta y última vez en abril de 1946, trabajando Marlon Brando en la obra. Aunque las críticas fueron buenas, el público y algunos críticos no entendían bien la obra, pues el drama eduardiano no tenía nada que ver con la América post-bélica.
Ahora ya en la cincuentena, Cornell no podía representar las obras con las que ganó su reputación, y los nuevos papeles, como el de Blanche DuBois, no eran de su estilo.

### Shakespeare y Anouilh
En 1946 Cornell eligió interpretar Antonio y Cleopatra, de Shakespeare, obra estrenada en el Teatro Hanna de Cleveland, un papel difícil para el cual ella era ideal. La última producción de la obra en Nueva York, en 1937 con Tallulah Bankhead, no había sido un éxito. Sin embargo, Cornell llegó a las 251 funciones.
Tras esa obra trabajó en Antígona, adaptación de Jean Anouilh de la obra griega. Sir Cedric Hardwicke interpretaba al Rey Creonte.
Alternando con Antonio, Cornell siguió trabajando con Barretts of Wimpole Street durante una gira de ocho semanas por la Costa Oeste, actuando Tony Randall en ambas piezas, y actuando Maureen Stapleton como Iras en Antony. Otros miembros del reparto eran Eli Wallach, Joseph Wiseman, Douglass Watson, Charles Noble y Charlton Heston.

### Teatro tras la guerra
Encontrar buenos papeles era una tarea cada vez más difícil. Kate O'Brien dramatizó su novela histórica For One Sweet Grape en That Lady, con acción localizada en la España de Felipe II. Esta obra no tuvo éxito.
En 1951 Cornell interpretó el primer papel de la comedia de William Somerset Maugham The Constant Wife en un festival de verano en Colorado. En la obra trabajó Brian Aherne y se presentó en Nueva York, donde tuvo mayor recaudación que cualquier otra producción de la compañía.
Cornell interpretó en 1953 un papel a su medida en The Prescott Proposals, acerca de una delegada estadounidense en las Naciones Unidas.
Christopher Fry escribió un drama, The Dark is Light Enough, ambientada en la Austria de 1848, y en la que Tyrone Power interpretaba al enamorado. En dicha obra también actuó Marian Winters.
En 1957 Cornell llevó a escena There Shall Be No Night, obra de Robert Emmet Sherwood ganadora de un Premio Pulitzer.
Cornell también actuó en otra pieza de Fry, The Firstborn, ambientada en el Egipto bíblico, con Anthony Quayle como Moisés. Leonard Bernstein, recientemente nombrado director de la Orquesta Filarmónica de Nueva York, escribió dos canciones para la producción. La obra también se representó en Tel Aviv en 1958.
Posteriormente siguió actuando en otras varias obras, todas ellas de poco interés, siendo su última producción Dear Liar, de Jerome Kilty.
Aunque Cornell actuaba constantemente, se tomó un descanso de tres años entre 1955 y 1958 a fin de recuperarse de una intervención pulmonar. Sin embargo, a finales de la década de 1950 la compañía C. & M.C estaba acabada. Cornell todavía tuvo tiempo para participar como narradora en el film de 1954 The Unconquered, sobre la vida de su amiga Helen Keller.

### Retiro
McClintic McClintic falleció el 29 de octubre de 1961 a causa de una hemorragia pulmonar, poco después de que el matrimonio celebrara su cuadragésimo aniversario de boda. Dado que él siempre había sido el director de Cornell, esta decidió retirarse del teatro e ir a vivir a Manhattan, cerca de Brian Aherne y de Margalo Gillmore, los dos antiguos compañeros de Barretts.
Katharine Cornell falleció a causa de una neumonía el 9 de junio de 1974 en Tisbury, Massachusetts, y fue enterrada en Martha's Vineyard.

## Legado

### Recompensas y honores
Katharine Cornell ganó un premio Tony por su trabajo en Antonio y Cleopatra (1948). Fue la primera vez que un actor ganaba un Tony interpretando un papel de Shakespeare. Además, fue galardonada con el primer Drama League Award neoyorquino en 1935 por su trabajo como Julieta. En marzo de 1937 recibió de manos de Eleanor Roosevelt en una recepción en la Casa Blanca el Chi Omega Sorority's National Achievement Award.
Cornell también recibió una medalla de la Academia Estadounidense de las Artes y las Ciencias y recibió una citación como Mujer del Año por los American Friends de la Universidad Hebrea de Jerusalén en 1959.
Tras su papel en "Santa Juana" fue nombrada Doctora honoris causa por la Universidad de Wisconsin-Madison, el Elmira College, el Smith College, la Universidad de Pensilvania, y Hobart. La Universidad Clark, el Ithaca College y la Universidad de Princeton hicieron lo mismo en la década de 1940, y la Universidad Baylor, el Middlebury College y el Kenyon College lo hicieron en los años cincuenta.
El 10 de enero de 1974 recibió el galardón de Artista Nacional concedido por la American National Theater and Academy por "su incomparable habilidad interpretativa."

### Biografías
Cornell escribió sus propias memorias en 1939, tituladas "I Always Wanted to be an Actress", y publicadas por Random House. Su marido, McClintic McClintic, escribió una biografía titulada "Me & Kit," y publicada en 1955 por la Atlantic Monthly Press/Little Brown Company.
Lucille M. Pederson escribió la biografía "Katharine Cornell: A Bio-biography," publicada en 1994 por Greenwood Press. Gladys Malvern escribió "Curtain going Up! The Story of Katharine Cornell" publicado en 1943. Además, Igor Stupnikov escribió en ruso una biografía de Cornell.